# Nils Ahlroth
Nils Erik Ahlrot, född 19 april 1920 i Skivarp i Skåne, död 24 juni 1991 i Staffanstorp i Skåne, var en svensk skådespelare, komiker och revyartist.

## Biografi
Ahlroth började som snickare och uppträdde i början av sin karriär som den enhjulscyklande bondkomikern Skånska Nisse. Han började i kören på Hippodromteatern i Malmö 1938, var engagerad vid Malmö stadsteater 1944–1950 och bildade 1952 ett eget resande revysällskap som han turnerade med fram till 1978. Flera av hans revynummer finns dokumenterade på grammofonskivor och spelas fortfarande i radion.
Ett av de mest kända Ahlroth-numren är kupletten Skall skall icke skall. En återkommande figur i Ahlroths revyer var den underfundige soldaten Frisk. En förväxlingssketch och en damimitation framförd av Ahlroth själv hörde också till de obligatoriska inslagen.
Under en period på 1980-talet var Ahlroth engagerad vid Sagoteatern i Sölvesborg. Han blev folkkär för sin roll som fastighetsskötare i TV-serien N.P. Möller, fastighetsskötare som sändes i flera omgångar från 1972 till 1980. För den rollen fick han tidningen Expressens pris för bästa TV-skådespelare 1973.
Ahlroth gjorde även flera filmroller, bland annat som utfattig arrendator i Hans Alfredsons Den enfaldige mördaren 1982. Sitt sista framträdande gjorde han i en nyårsrevy tillsammans med Ingvar Andersson i Kristianstad 1990.
Ahlroth är begravd på kyrkogården i Kyrkheddinge. 

## Filmografi
- 1971 – Äppelkriget
- 1980 – Den enes död...
- 1982 – Den enfaldige mördaren
- 1983 – Kalabaliken i Bender

## TV-produktioner
- 1971 – Bekännelsen
- 1972 – Snapphanepojken (TV-serie)
- 1972–1980 – N.P. Möller, fastighetsskötare (TV-serie)
- 1974 – Karl XII
- 1977 – Olle Blom - Reporter (TV-serie)
- 1979 – Den öppna handen och den slutna
- 1979 – Avgång
- 1979 – Resenärerna
- 1981 – Kung Jöns
- 1985 – August Palms äventyr (TV-serie)
- 1986 – Skånska mord – Hurvamorden

## Teater

### Roller (ej komplett)
| År   | Roll | Produktion                                        | Regi             | Teater            |
| ---- | ---- | ------------------------------------------------- | ---------------- | ----------------- |
| 1944 |      | Jorden runt på 80 dagar Jules Verne               | Alf Henrikson    | Malmö stadsteater |
| 1945 |      | Cyrano de Bergerac Edmond Rostand                 | Sandro Malmquist | Malmö Stadsteater |
| 1945 |      | Det var en gång Holger Drachmann                  | Arne Lydén       | Malmö stadsteater |
| 1946 |      | Lyckan kommer Alf Henrikson                       | Sam Besekow      | Malmö stadsteater |
| 1946 |      | Tolvskillingsoperan Bertolt Brecht och Kurt Weill | Sandro Malmquist | Malmö stadsteater |

### Tidningsartiklar
- Dagens Nyheter Nils Ahlroth har avlidit 25 juni 1991
- Dagens Nyheter Dödsannons införd på familjesidan 30 juni 1991